# Hey You (chanson de Pony Pony Run Run)
Pour les articles homonymes, voir Hey You.
Singles de Pony Pony Run Run
Walking on a Line
Pistes de You Need Pony Pony Run Run
Walking on a Line Future of a Nation
Hey You (Hé toi !) est une chanson sortie en 2009, du groupe électro-pop français Pony Pony Run Run, le faisant connaître au public francophone. La chanson a rencontré un grand succès dans les magasins de musique sur le web et est même rentrée dans le top de iTunes downloads France et Belgique, pendant 3 semaines pour la France.

## Genèse et développement
Le clip réalisé par Dan Assayag et Mathieu Caulet est tourné en Thaïlande, dans la capitale, Bangkok et dans le village de Ko Samui à côté de Lamai, comme l'a confirmé le chanteur dans l'émission Taratata où ils sont apparus en octobre 2009 en deuxième partie de Muse.

## Accueil
Le titre est resté plus d'un an dans le Top 50 des titres téléchargés et s'est vendu, en comptant les singles physiques et les téléchargements, à plus de 100 000 exemplaires.

## Casting
- Alix Billois : la fille
- Rudy Gueniche : le garçon

## Cinéma
Sauf indication contraire, les informations mentionnées dans cette section peuvent être confirmées par le générique de fin de l'œuvre audiovisuelle présentée ici, ainsi que par la base de données cinématographiques IMDb,  présente dans la section « Liens externes ».
- En 2010, le titre figure dans le film Twelve.
- En 2013, le titre figure dans le film La Stratégie de la poussette.

## Classement
| Année | Titre   | Meilleur classement | Meilleur classement  | Album                      |
| Année | Titre   | France              | Belgique francophone | Album                      |
| ----- | ------- | ------------------- | -------------------- | -------------------------- |
| 2009  | Hey You | 19 (TL=13)          | 8                    | You Need Pony Pony Run Run |